# Granges-près-Marnand
Pour les articles homonymes, voir Granges.
Granges-près-Marnand est une localité et une ancienne commune suisse du canton de Vaud, située dans la commune de Valbroye et le district de la Broye-Vully.

## Histoire

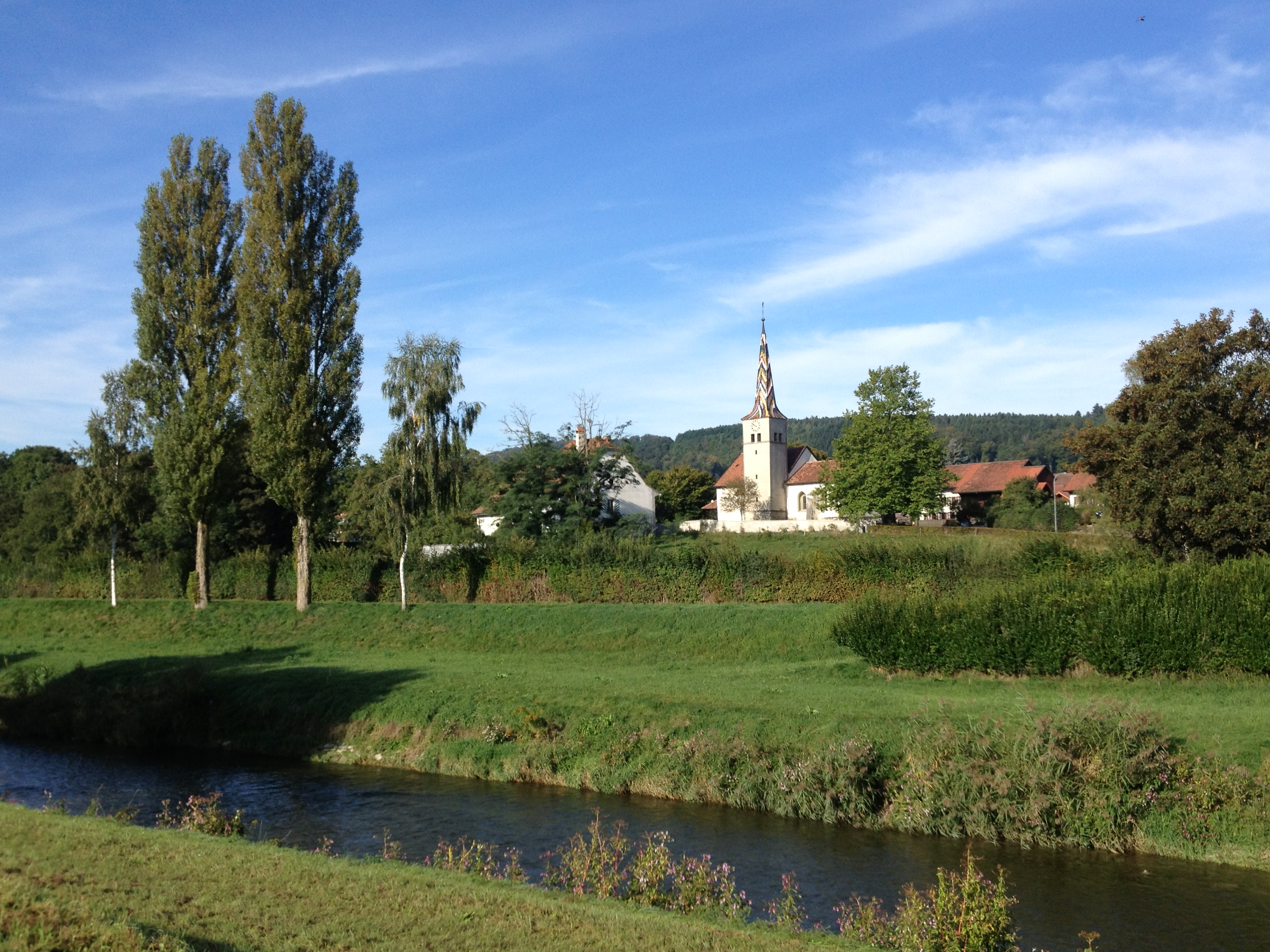
L'église protestante de Granges-près-Marnand au bord de la Broye.

Granges-près-Marnand fut cité en 881 sous le nom d'in fine Graniacense et en 1228 sous le nom de Granges. Le village prit son nom actuel en 1952. Le hameau de Brit, ancienne seigneurie, fut rattaché à la commune en 1806. 
On découvrit à Granges des vestiges dès l'âge du bronze — plusieurs tumulus furent exploités et détruits — ainsi que de nombreux vestiges romains et une vingtaine de sépultures du haut Moyen Age à l'Arenaz. Au XIIIe siècle, Granges appartenait au chapitre de Lausanne et au prieuré de Payerne. Sous le régime bernois, le village fit partie du bailliage de Moudon et de la châtellenie de Villarzel, avant d'être rattaché au district de Payerne (1798-2006). Le premier maître d'école fut nommé en 1637.
L'église du VIIe siècle, construite dans un bâtiment utilitaire d'une villa, fut remplacée par une deuxième déjà paroissiale aux IXe – Xe siècle. Une troisième église fut construite au XIIe et une quatrième aux XIIIe – XIVe siècles restaurée de 1970 à 1972. De 1862 à 1965, Granges forma avec Marnand une paroisse de l'Église libre. Une importante communauté catholique y vivait au XXe siècle ; une église catholique fut bâtie en 1963. Granges a subi de nombreuses inondations dues aux crues de la Broye, notamment en 1774, 1888 et 1895. On y cultivait le tabac dès 1723. En 1796, une révolte eut lieu contre une minorité de communiers qui avaient accaparé les biens communaux. Une petite industrie se développa depuis le début du XXe siècle (moulins, entreprises de construction, imprimerie, garages, élevage d'animaux) ainsi que plusieurs nouveaux quartiers d'habitation.
Lors des référendums du 15 juin 2010, les communes de Cerniaz, Combremont-le-Grand, Combremont-le-Petit, Granges-près-Marnand, Marnand, Sassel, Seigneux et Villars-Bramard ont validé une fusion pour former une nouvelle commune Valbroye qui a vu le jour au 1er juillet 2011. Le 29 juillet 2013, une collision frontale entre deux trains cause la mort d'un des conducteurs et blesse 35 passagers.

## Géographie
Granges-près-Marnand se trouve dans la vallée de la Broye, sur la rive gauche, entre Payerne et Lucens.

## Démographie
Granges-près-Marnand compte 372 habitants en 1764, 394 en 1798, 841 en 1870, 942 en 1900, 856 en 1950 et 1146 en 2000.

## Patrimoine bâti
Granges-près-Marnand est inscrit dans l'Inventaire fédéral des sites construits à protéger en Suisse.
L'église protestante date des XIIIe – XIVe siècles (chœur du XIVe, clocher de 1808) et a été restaurée de 1970 à 1972. Une cure a été construite à côté de l'église au Moyen Âge et a été transformée en 1704, 1767, 1828 et 1989.
L’église catholique romaine Saint-Jean l'Évangéliste (Route de Vuarennes) a été bâtie en 1963 par l’architecte Pierre Dumas 46° 45′ 32″ N, 6° 53′ 11″ E.

## Transports
La gare de Granges-Marnand se trouve sur la ligne Palézieux – Lyss et est desservie par le réseau express régional vaudois.